# Ławeczko (gromada)
Ławeczko (alt. Ławeczko Nowe) – dawna gromada, czyli najmniejsza jednostka podziału terytorialnego Polskiej Rzeczypospolitej Ludowej w latach 1954–1972.
Gromady, z gromadzkimi radami narodowymi (GRN) jako organami władzy najniższego stopnia na wsi, funkcjonowały od reformy reorganizującej administrację wiejską przeprowadzonej jesienią 1954 do momentu ich zniesienia z dniem 1 stycznia 1973, tym samym wypierając organizację gminną w latach 1954–1972.
Gromadę Ławeczko siedzibą GRN w Ławeczku (Nowym) utworzono – jako jedną z 8759 gromad na obszarze Polski – w powiecie kozienickim w woj. kieleckim, na mocy uchwały nr 13e/54 WRN w Kielcach z dnia 29 września 1954. W skład jednostki weszły obszary dotychczasowych gromad Ławeczko Nowe, Ławeczko Stare, Łaguszów, Mszadla Stara i Ignaców ze zniesionej gminy Oblasy w tymże powiecie.
1 października 1954 gromada weszła w skład nowo utworzonego powiatu zwoleńskiego w tymże województwie, gdzie ustalono dla niej 16 członków gromadzkiej rady narodowej.
1 lipca 1967 z gromady Ławeczko wyłączono część obszaru wsi Mszadla Stara o powierzchni 235,8 ha włączając ją do gromady Rudki (uchwałę opublikowano dopiero 25 kwietnia 1969).
Gromada przetrwała do końca 1972 roku, czyli do kolejnej reformy gminnej.